# 黄立沛
黄立沛（1942年11月—），男，汉族，重庆江津人，中华人民共和国政治人物，曾任中共四川省重庆市委副书记，重庆市政协副主席。